# Chill (Film)
Chill ist ein Horrorfilm aus dem Jahr 2007, der von Serge Rodnunsky geschrieben und inszeniert wurde und in dem Thomas Calabro, Ashley Laurence, Shaun Kurtz und James Russo die Hauptrollen spielen.

## Handlung
Der Film basiert auf H. P. Lovecrafts „Cool Air“. Zu den ähnlichen Handlungselementen gehört die Tatsache, dass der Arzt im Film (gespielt von Shaun Kurtz) wie in Lovecrafts Geschichte Dr. Muñoz heißt und unter gekühlten Bedingungen leben muss, um zu überleben. Auch das Necronomicon wird im Film erwähnt; obwohl es in Lovecrafts „Cool Air“ nicht vorkommt, dient es im Film als Hinweis auf seine Lovecraft-Inspiration. Ein Teil der Handlung dreht sich um den Ausfall des Kühlsystems, wiederum wie in Lovecrafts Geschichte. Äußerlich ähnelt die Figur des Dr. Muñoz im Film weder der in Lovecrafts Geschichte beschriebenen Figur, noch spricht er mit spanischem Akzent.
Insgesamt entfernt sich die Handlung des Films jedoch von der Lovecraft-Geschichte, indem sie Muñoz als Drahtzieher eines Serienmörders darstellt, der Prostituierte verfolgt. Muñoz lebt im Hinterzimmer eines Delikatessengeschäfts, das er betreibt, und der Protagonist Sam (Thomas Calabro), ein Schriftsteller, der in dem Delikatessengeschäft arbeitet, um sein Überleben zu sichern, wird in das Netz der Morde hineingezogen. Sam verliebt sich außerdem in eine Frau namens Maria (Ashley Laurence), die gegenüber ein Bekleidungsgeschäft betreibt und von einem örtlichen Polizisten, Detective Defazio (James Russo), bedroht wird, mit dem sie einmal zusammen war.
Auf der DVD-Verpackung der australischen Veröffentlichung durch Flashback Entertainment ist Lovecrafts Name nirgendwo zu finden, obwohl auf der amerikanischen Verpackung angegeben ist, dass Lovecrafts Erzählung als Inspiration für den Film diente. Der Film fehlt in Charles P. Mitchells ansonsten recht umfassender The Complete H.P. Lovecraft Filmography (Greenwood Press, 2001), möglicherweise weil die Macher von Chill nicht offen mit Lovecrafts Namen geworben haben.

## Rezeption
Der Film gewann beim Worldfest International Film Festival den Preis für die beste Leistung in den Kategorien Fantasy und Horror, wurde beim Shockerfest International Film Festival als bester Horrorfilm nominiert und war in der offiziellen Auswahl sowohl des H.P. Lovecraft Film Festivals als auch der World Horror Convention in Toronto.